# Peršaja Liha 2005
La Peršaja Liha 2005 è stata la 15ª edizione della seconda serie del campionato bielorusso di calcio. La stagione è iniziata il 16 aprile 2005 ed è terminata il 6 novembre successivo.

## Stagione

### Novità
Al termine della passata stagione, sono salite in massima serie Ljakamatyŭ Minsk e Vedryč-97 Rėčyca. Sono retrocesse in Druhaja liha Vertykalʹ e Dinamo-Juni Minsk.
Dalla Vyšėjšaja Liha 2004 sono retrocesse Ljakamatyŭ Vicebsk e Belšyna. Dalla Druhaja liha sono salite Smena Minsk e Orša.
Il Vedryč-97 Rėčyca non ha ottenuto la licenza nazionale per disputare la massima serie, e di conseguenza la sua promozione è stana annullata. Il Maladzečna, arrivato tredicesimo la passata stagione, è ripartito dalla Druhaja liha per motivi economici.

### Formula
Le sedici squadre si affrontano due volte, per un totale di trenta giornate.
Le prime due classificate, vengono promosse in Vyšėjšaja Liha 2006. Le ultime due, invece, retrocedono in Druhaja liha.

## Classifica finale
|  | Pos. | Squadra                 | Pt | G  | V  | N  | P  | GF | GS | DR  |
|  | ---- | ----------------------- | -- | -- | -- | -- | -- | -- | -- | --- |
|  | 1.   | Belšyna                 | 73 | 30 | 23 | 4  | 3  | 61 | 19 | +42 |
|  | 2.   | Ljakamatyŭ Vicebsk      | 70 | 30 | 21 | 7  | 2  | 76 | 23 | +53 |
|  | 3.   | Smarhon'                | 54 | 30 | 15 | 9  | 6  | 57 | 35 | +22 |
|  | 4.   | ZLiN Homel'             | 54 | 30 | 14 | 12 | 4  | 35 | 17 | +18 |
|  | 5.   | Smena Minsk             | 50 | 30 | 14 | 8  | 4  | 31 | 23 | +8  |
|  | 6.   | Hranit Mikašėvičy       | 46 | 30 | 13 | 7  | 10 | 39 | 35 | +4  |
|  | 7.   | Chimik Svetlahorsk      | 45 | 30 | 14 | 3  | 13 | 42 | 34 | +8  |
|  | 8.   | Vedryč-97 Rėčyca        | 39 | 30 | 11 | 6  | 13 | 37 | 41 | -4  |
|  | 9.   | Baranavičy              | 38 | 30 | 11 | 5  | 14 | 38 | 43 | -5  |
|  | 10.  | Lida                    | 37 | 30 | 10 | 7  | 13 | 41 | 43 | -2  |
|  | 11.  | Veras Njasviž           | 37 | 30 | 9  | 10 | 11 | 31 | 33 | -2  |
|  | 12.  | Tarpeda-Kadzina Mahilëŭ | 29 | 30 | 7  | 8  | 15 | 22 | 45 | -23 |
|  | 13.  | Kamunal'nik Slonim      | 28 | 30 | 8  | 4  | 18 | 35 | 43 | -8  |
|  | 14.  | Bjaroza                 | 28 | 30 | 8  | 4  | 18 | 36 | 58 | -22 |
|  | 15.  | Orša                    | 24 | 30 | 6  | 6  | 18 | 33 | 74 | -41 |
|  | 15.  | Dnjapro-DJuSŠ-1         | 16 | 30 | 4  | 4  | 22 | 22 | 70 | -48 |

Legenda:
      Promossa in Vyšėjšaja Liha 2006.
      Retrocessa nelle Druhaja Liha 2006
Note:
Tre punti a vittoria, uno a pareggio, zero a sconfitta.